# Nitrene

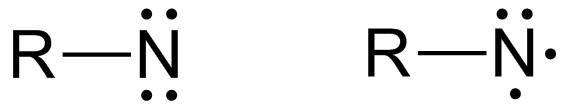
Nitrengruppe
Singulett (links); Triplett (rechts)

Nitrene sind einfachbindige Stickstoffverbindungen mit Elektronensextett. Sie sind hoch reaktive Elektronenmangelverbindungen und ähneln in Eigenschaften und Reaktionen den isoelektronisch ähnlich aufgebauten Carbenen. Wegen ihrer Reaktivität treten Nitrene mit nur wenigen Ausnahmen als Zwischenprodukte auf. Nitrene werden auch als Derivate des Imidogens, als Aminylen, Azene, Azylene, Azacarbene, oder Imene bezeichnet.

## Struktur und Aufbau
Man unterscheidet Singulett- und Triplett-Spinzustände, je nachdem, ob die beiden freien Elektronen gepaart oder ungepaart sind. In einem Orbital gepaarte Elektronen führen zu Singulettzuständen, ungepaarte Elektronen zu Triplettzuständen. Im Gegensatz zum Carben sind im Nitren vier an der Bindung nicht beteiligte Elektronen vorhanden. Zwei davon besetzen das bekannte nicht bindende Orbital, wie es in gesättigten Stickstoffverbindungen auch der Fall ist, beispielsweise im Ammoniak oder in Aminen. Die anderen beiden Elektronen befinden sich im Triplettfall in zwei p-Orbitalen, oder im Singulettfall in einem weiteren sp2-Hybridorbital.
Im Allgemeinen ist der Grundzustand der Triplettzustand, wie man gemäß den Hundschen Regeln erwarten würde.
Die Energiedifferenz zwischen beiden Formen ist jedoch erheblich größer als beim Carben, sodass Singulettzustände schwieriger in Reaktionen zu realisieren sind.
Wie im Carben können auch hier starke π-Donorsubstituenten den Singulettzustand stabilisieren. Dies führt im Allgemeinen auch zu einer nukleophilen Reaktivität des Nitrens.
Durch Einbettung in Tieftemperaturmatrices sind Nitrene heute auch der spektroskopischen Untersuchung zugänglich.

## Synthesen
Nitrene sind in der Regel derart reaktiv, dass sie nicht isoliert werden können, sondern in situ erzeugt werden.

### Aus Aziden
Der verbreitetste Weg zur Erzeugung von Nitrenen ist die Thermolyse oder Photolyse von Aziden. In der Regel wird das Azid als N3−-Ion, beispielsweise aus Natriumazid eingeführt. Das organische Azid zerfällt dann zum Nitren und einem Molekül Stickstoff. Die Reaktion ist der Gewinnung von Carben aus Diazoverbindungen analog.
{\displaystyle {\ce {RN_3 -> RN + N2}}}

### Aus Isocyanaten
Diese Reaktion ist analog der Carbensynthese aus Ketenen. Unter Abspaltung von Kohlenmonoxid wird das Nitren gebildet. Aromatische Isocyanate können das Nitren durch ihr π-Elektronensystem stabilisieren.
{\displaystyle {\ce {RNCO -> RN + CO}}}

### Durch α-Eliminierung
Im Gegensatz zum Carben ist dieser Reaktionsweg historisch nicht von Bedeutung. Eine gute Ausgangssubstanz für eine solche Reaktion ist das Arylsulfonylhydroxylamin EtO–CO–NH–OSO2Ar. Die Arylsulfonylgruppe ist eine sehr gute Fluchtgruppe, nach Abstraktion des Wasserstoffs aus der Aminogruppe wird das Nitren EtO–CO–N:: freigesetzt.

### Reduktive Nitrenerzeugung
Durch Reduktion lassen sich Nitrene aus Nitroverbindungen mit z. B. Triarylphosphinen oder Trialkylphosphiten und aus Nitrosoverbindungen mit Zink und Essigsäure erzeugen.
Reduktion einer Nitroverbindung mit einem Triarylphosphin:
{\displaystyle {\ce {RNO2 + 2 Ar3P -> RN + 2 OPAr3}}}
Reduktion eines Nitrosoamins mit Zink in essigsaurer Lösung zu einem substituierten Aminonitren:
{\displaystyle {\ce {R2NNO + Zn + 2 H^+ -> R2NN + Zn^{2+}\ + H2O}}}

### Oxidative Nitrenerzeugung
Bestimmte Nitrene lassen sich über Oxidation aus Aminoverbindungen, substituierten Hydrazinen oder Hydroxylamin-Derivaten erzeugen.
Ein Aminonitren aus einem substituierten Hydrazin:
{\displaystyle {\ce {R2NNH2 + 1/2 O2 -> R2NN + H2O}}}
Ein Alkoxynitren aus einem substituierten Hydroxylamin:
{\displaystyle {\ce {RONH2 + 1/2 O2 -> RON + H2O}}}

## Reaktionen

### Insertionen
Wie bei den Carbenen insertieren Nitrene leicht in C–H-σ-Bindungen.
Die Singulettform addiert in einem intermediären Schritt an die C-H-Bindung, sodass es zu einer Wanderung des H-Atoms an das Nitren-N-Atom kommt. Es bildet sich eine neue N–C-Bindung unter Retention der Konfiguration des Substrates. Eine mögliche zweistufige Reaktion mit einem Triplettnitren, bei welcher das Nitren zunächst ein H-Atom vom Substrat abstrahiert und dann mit dem verbleibenden Substratradikal rekombiniert, kommt selten vor. Möglich ist der Reaktionsweg beispielsweise mit Arylnitrenen.
Da auch Nitrene zu Umlagerungen durch 1,2-Wasserstoffverschiebungen befähigt sind, verwendet man zu Insertionsreaktionen substituierte Nitrene, welche kein α-Wasserstoffatom besitzen.
Die Reaktion ist chemoselektiv, tertiäre Kohlenstoffatome sind am Reaktivsten.
Da bei der Insertion des Nitrens im Übergangszustand eine positive Ladung am C-Atom der C–H-Gruppe, an der die Insertion stattfindet, aufgebaut wird, sind solche C–H-Bindungen besonders aktiviert, die in Nachbarschaft ein Molekülfrangment haben, das eine positive Ladung stabilisieren kann. Das sind vor allem Heteroatome wie O,N, aber auch Doppelbindungen (allylische Position) oder Aromaten (benzylische Position). Generell ist die Insertionstendenz von durch α-Eliminierung erzeugten Nitrenen geringer als die von Carbenen, da hier komplexere Vorgänge nötig sind (Deprotonierung, Abgangsgruppe, Koordination an den Katalysator) als bei Carbenen, bei denen lediglich N2 als Abgangsgruppe vorliegt.

### Cycloadditionen

#### An Alkene
Mit Alkenen reagieren Nitrene zu dreigliedrigen Heterocyclen, sog. Aziridinen. Die Stereospezifität der Reaktion hängt vom Spinzustand des Nitrens ab. Singulettzustände reagieren unter Retention der Konfiguration. Solange in reinem Alken als Lösemittel gearbeitet wird, erhält man gute Ausbeuten des stereochemisch eindeutigen Produktes. Andere Lösemittel können jedoch das Singulettnitren zum Triplettnitren desaktivieren, wodurch eine eindeutige Stereochemie nicht mehr gewährleistet ist. Wird das Nitren aus einer Azid-Vorstufe hergestellt, so kann es zur Bildung eines fünfgliedrigen Heterozyklus, einem Triazolin kommen, da ein Azid auch als 1,3-Dipol reagieren kann, bevor es zum Nitren zerfällt.

#### An Alkine
Reaktionen, in denen man aus Aziden synthetisierte Nitrene an Dreifachbindungen addieren möchte, verlaufen meist unter Addition des 1,3-dipolaren Azids zu einem Triazol. Möglich ist dagegen die Reaktion mit primären Aminen (RNH2), welche ein Imidonitren mithilfe eines Oxidationsmittels freisetzen. Das entstehende Azirin ist jedoch antiaromatisch und lagert sich zum Aromaten um, indem der organische Rest des Nitrens an ein Kohlenstoffatom des Azirins wandert. Somit existieren nur noch zwei π-Elektronen und das System ist aromatisch.

#### An Aromaten
Diese Additionen dienen unter anderem zur Ringerweiterung von cyclischen Aromaten. Es werden zumeist carbonylsubstituierte Nitrene aufgrund ihrer stärkeren Elektrophilie verwendet. Zunächst addiert das Nitren an eine formale Doppelbindung des Aromaten. Es entsteht ein 6-3 Bicyclus. Es kommt zu einer Umlagerung, wobei die beiden Ringen gemeinsame Bindung aufgelöst wird. Zurück bleibt ein, um eine N-Gruppe erweiterter, Cyclus. So kann aus einem Nitren und Benzol über eine instabile Zwischenstufe ein Azepin hergestellt werden.

### Umlagerungen
Wie viele Elektronenmangelverbindungen sind auch Nitrene zu Umlagerungen fähig. Durch 1,2-Verschiebungen von Substituenten des Carbens werden Imine gebildet. Wasserstoffatome wandern aufgrund ihrer geringen Masse am schnellsten.

### Addition an Zentren mit freien p- oder d-Elektronenpaaren
Beispiele sind die Addition an Kohlenstoffmonoxid unter Bildung von Isocyanaten oder die Addition an Sulfoxiden unter Bildung von Sulfoximinen.

### Dimerisierungen
Hierbei können aus Nitrenen Azoverbindungen entstehen. Diese Reaktion geht von einem Azid unter Stickstoffabspaltung über die Zwischenstufe des Nitrens aus.